# Данијел Натанс
Данијел Натанс (енгл. Daniel Nathans; 30. октобар 1928 — 16. новембар 1999) био је амерички микробиолог. Добио је Нобелову награду за физиологију и медицину 1976. године за откриће рестрикцијских ензима и њихову примену у рестрикционом мапирању.
| ОСНОВНИ ПОДАЦИ | ОСНОВНИ ПОДАЦИ                   |
| -------------- | -------------------------------- |
| Датум рођења   | 30. октобар 1928.                |
| Датум смрти    | 16. новембар 1999.               |
| Националност   | Американац                       |
| Образовње      | Образовни универзитет у Делаверу |

## Рани живот и образовање
Натанс је рођен у граду Вилмингтону, који припада држави Делавер. Његови родитељи, Сара и Самуел Натанс, су имигрирали у САД као руски Јевреји. Био је најмлађи од деветоро деце. Током Велике Депресије његов отац је изгубио свој породични посао и био је незапослен дуг временски период.
Натанс је похађао државну школу, па затим Универзитет у Делаверу, где је дипломирао хемију 1950. године. Докторирао је на вашингтонском Универзитету у Св. Лујису 1954. и похађао стручну праксу на Медицинском центру у Филаделфији са Робертом Леобом.
Направио је паузу пре медицинске специјализације. Током те паузе постао је клинички сарадник у Националном институту за рак у Националном институту за здравље у Бетесди, Мериленду.
Провео је време неговајући своје пацијенте који су добијали експерименталну хемиотерапију. Такође је радио на новооткривеној плазма-тумор ћелији код мишева, који су слични људској мултипли мијеломи. Зачуђен колико мало је било познато о раку, заинтересовала га је синтеза протеина у ћелији мијеломног тумора, па је затим објавио своје прве радове о свом исраживању.
Натанс се враћа у Медицински центар Колумбија у Њу Јорку на двогодишњи боравак 1957. године, поново у служби Роберта Лоеба. Наставио је на решавању проблема о синтези протеина колико му је то време допуштало. Током 1959. године одлучио је да све своје радно време проведе на истраживању свог рада. Постао је научни сарадник у лабораторији Фрица Липмана на Рокфелеревом Институту у Њу Јорку.

## Каријера
Године 1962. Натанс је дошао на Медицински факултет Џон Хопкинс као доцент микробиологије. У звање ванредног професора унапређен је 1965. године, а у звање редовног професора 1967. Постао је директор Одсека за микробиологију 1972. године и на тој функцији је био до 1982. године. Одсек за микробиологију је 1981. године преименован у Катедру за молекуларну биологију и генетику.
Године 1982. Универзитет Џонс Хопкинс поставио је Натанса за универзитетског професор. На том месту је био до своје смрти 1999. Такође је постао и виши истраживач Медицинског института Хауард Хјуз на Медицинском факултету Џонс Хопкинс 1982. године.
Од 1995. до 1996. Натанс је био привремени председник Универзитета Џонс Хопкинс.
У јануару 1999. године, Медицинска школа Џонс Хопкинс је основала МсКусик-Натанс институт за генетичку медицину, мултидисциплинарни клинички и истраживачки центар назван по Натансу и пионирском медицинском генетичару Виктору МсКусику.
Натансу је такође додељено шест почасних доктората током своје каријере.

## Награде
- 1967: Селман Ваксман награда за микробиологију
- 1976: НАС награда за молекуларну биологију
- 1977: Изабран за Америчку академију уметности и науке[5]
- 1978: Нобелова награда за физиологију или медицину
- 1979: Изабранцза Националну академију наука[6]
- 1985: Изабран за Америчко филозофско друштво[7]
- 1993: Национална медаља за науку